# Ion Corvin (Constanța)
Ion Corvin es una comuna rumana del condado de Constanța.

## Geografía
La comuna está ubicada en la región de Dobruja septentrional.

## Historia
Hacia comienzos del siglo XX la comuna, que ya por entonces pertenecía al condado de Constanța, estaba formada por las localidades de Cuzgun, Cara-Amat y Urluia. En 1896 contaba con 965 habitantes.
En la segunda mitad del siglo XX la comuna había pasado a estar compuesta por las localidades de Ion Corvin, Brebeni, Crângu, Rariștea y Viile. En el censo de 2021 la comuna tenía una población de 1715 habitantes.